# Nguyễn Văn Bình (võ sư)
Nguyễn Văn Bình (sinh ngày 1 tháng 12 năm 1939) là một võ sư Judo và Taekwondo người Việt Nam. Ông là một trong những võ sư người Việt mang cấp đai cao nhất trên thế giới với 7 đẳng Judo và 9 đẳng Taekwondo.

## Sự nghiệp
Ông bắt đầu tập Judo vào năm 1953. Tuy nhiên, chỉ một năm sau, ông di cư vào nam vào sống ở Sài Gòn. Việc tập luyện của ông tiếp tục sau đó, và đến năm 1956, ông trở thành nhà vô địch quốc gia Judo đầu tiên của Việt Nam Cộng hòa.
Năm năm 1961, ông bắt đầu học Aikido tại Sài Gòn. Đến năm 1962, ông bắt đầu học Taekwondo với thầy Nam Tae Hi, võ sư Taekwondo đầu tiên vào Việt Nam, vốn là một sĩ quan người Đại Hàn Dân Quốc tham chiến cùng quân đội Việt Nam Cộng hòa.
Năm 1964, ông được chọn là vận động viên Judo của Việt Nam Cộng hòa tham gia thi đấu Judo ở hạng cân 69 kg dành cho nam tại Thế vận hội Mùa hè 1964, tổ chức ở Tokyo, Nhật Bản. Ông được xếp hạng thứ 19 ở hạng cân nhẹ dành cho nam.
Trong vòng 10 năm, từ 1965 đến 1975, ông đã thành lập 9 võ đường ở miền Nam Việt Nam và đã đào tạo hơn 60.000 võ sinh. Sau Sự kiện 30 tháng 4 năm 1975, ông lưu vong sang Hoa Kỳ, và vẫn tiếp tục sự nghiệp dạy võ. Hiện tại, ông đang điều hành một võ đường ở Houston Texas, Hoa Kỳ. Ông cũng là Chủ tịch của ITF-Hoa Kỳ   và đã hỗ trợ thế hệ trẻ của các giảng viên Taekwon-do ở Texas và trên khắp Hoa Kỳ thông qua các cuộc hội thảo, các kỳ thi, cố vấn hành chính và tiếp tục lãnh đạo.
Cho đến năm 2010, ông là 1 trong 3 người gốc Việt mang đẳng cấp 9 đẳng Taekwondo, cùng với võ sư Đặng Huy Đức và võ sư Trần Triệu Quân.